# Crataegus clarkei
Crataegus clarkei är en rosväxtart som beskrevs av Joseph Dalton Hooker. Crataegus clarkei ingår i hagtornssläktet som ingår i familjen rosväxter. Inga underarter finns listade i Catalogue of Life.